# Comte de Dampierre
Comte de Dampierre is een in 1880 opgericht champagnehuis dat in Chenay is gevestigd. Het bedrijf is zelfstandig en werd in zijn huidige vorm in 1986 door graaf Audoin de Dampierre gesticht.
Dit huis verwerkt de gebruikelijke drie druivensoorten van de Champagne in de eerste plaats de chardonnay afkomstig van de Côte des Blancs meer precies de gemeenten Avize, Cramant en Mesnil-sur-Oger, en pinot noir die werd geplukt in de gemeenten Bouzy, Ambonnay en Cumières op de Montagne de Reims.
Een bijzonderheid is dat dit huis voor de duurdere flessen geen metalen "muselet" gebruikt maar dat een "ficeleur" de fles net als vóór de Eerste Wereldoorlog afsluit met een henneptouw, een "ficelle de chanvre". Om de fles te openen heeft men dus een schaar nodig.
- De Ambassadeurs Brut is de Brut Sans Année en daarmee het visitekaartje van het huis. Het is een assemblage van chardonnay uit Avize, Cramant en Mesnil-sur-Oger in de Côte des Blancs en pinot noir van de hellingen van de la Montagne de Reims, meer precies de dorpen Bouzy, Ambonnay en Cumières.
- De Ficelée Prestige Millésime 2002 is uitsluitend van in 2002 in grand cru-gemeenten geoogste chardonnay gemaakt. Dat maakt deze cuvée de prestige een blanc de blancs.
- De Ficelée Family Reserve is een millésime uit 2007. Ook dit is een blanc de blancs die uitsluitend van in 2007 in grand cru-gemeenten geoogste chardonnay werd gemaakt.
- De Ambassadeur Blanc de Blancs werd van chardonnay uit de wijngaarden van de premier cru-dorpen Avize, Cramant en Mesnil-sur-Oger in de Côte des Blancs gemaakt. Ook dit is een blanc de blancs.
- De Ambassadeurs Vintage 2005 is een millésime van 35% Chardonnay uit grand cru-gemeenten en 65% pinot noir uit premier cru-gemeenten.
- De Ambassadeurs brut Rosé is een roséchampagne van 88% Chardonnay uit grand cru-gemeenten en 12% pinot noir uit premier cru-gemeenten. De pinot noir is verantwoordelijk voor de kleur.
- De Grande Cuvee is een champagne van 30% chardonnay uit grand cru-gemeenten en 70% pinot noir uit premier cru-gemeenten.

Het huis Comte de Dampierre gebruikt geen pinot meunier.